# Helix pomacella
Helix pomacella is een slakkensoort uit de familie van de Helicidae. De wetenschappelijke naam van de soort is voor het eerst geldig gepubliceerd in 1854 door Mousson.